# Wildcats de Northwestern
Les Wildcats de Northwestern (en anglais : Northwestern Wildcats) sont un club omnisports universitaire qui se réfère aux 19 équipes sportives tant féminines (11) que masculines (8) représentant l'université Northwestern à Evanston dans la banlieue de Chicago et participant aux compétitions organisées par la National Collegiate Athletic Association (NCAA) au sein de sa Division I.
Ses équipes sont membres fondateurs de la Big Ten Conference.
L'université se situe à Evanston dans l'État de l'Illinois aux États-Unis.
Leur mascotte est Willie the Wildcat (en).

## Sports sponsorisés
| Hommes (8)         | Femmes (11)       |
| ------------------ | ----------------- |
| Baseball           | Basketball        |
| Basketball         | Cross country     |
| Football (soccer)  | Escrime           |
| Football américain | Football (soccer) |
| Golf               | Golf              |
| Lutte              | Hockey sur gazon  |
| Natation/Plongeon  | Lacrosse          |
| Tennis             | Natation/Plongeon |
|                    | Softball          |
|                    | Tennis            |
|                    | Volley-ball       |

## Présentation
L'université Northwestern est un membre fondateur de la conférence Big Ten. Elle est une des deux universités privées de cette conférence, la deuxième étant l'Université de Californie du Sud (Southern California). Elle compte de loin le plus petit nombre d'inscriptions au premier cycle (le prochain membre le plus petit, l'Iowa, est presque trois fois plus important, avec près de 22 000 étudiants de premier cycle).
Avant 1924, leurs équipes étaient surnommées « The Purple » . C'est un article du Chicago Tribune qui initia en 1924 l'adoption du surnom de Wildcats.
Northwestern possède 19 équipes sportives inter collégiales (8 masculines et 11 féminines) en plus de nombreux sports de clubs. L'équipe féminine de lacrosse a remporté  7 championnats de la NCAA en 8 ans soit cinq consécutifs entre 2005 et 2009 tout en restant invaincue, en 2011 et 2012.
Les équipes de basket-ball et de volley-ball disputent leurs matchs à domicile au Welsh-Ryan Arena, salle de 8 117 places inaugurée le 6 décembre 1952.
L'équipe féminine de crosse féminine a remporté le titre national NCAA en 2005. L'équipe féminine de hockey sur gazon a remporté le titre national NCAA en 2021.
En 2017, l'équipe masculine de basketball s'est qualifiée pour la première fois de l'histoire du programme à un tournoi final de la NCAA. Ils ont remporté leur match du premier tour contre l'université Vanderbilt, mais ont perdu au deuxième tour contre Gonzaga, tête de série no 1.
La plus fameuse équipe des Wildcats est celle de football américain qui joue au Ryan Field, enceinte de 49 256 places, inaugurée en 1926. À la suite de la démolition du stade en 2024,, les Wildcats joueront leurs matchs à domicile des saisons 2024 et 2025 dans un stade temporaire. Le nouveau Ryan Field ,qui sera reconstruit sur le site de l'ancien Ryan Field, possèdera 35 000 places. Il devrait être inauguré en 2026.
Au palmarès de l'équipe de football américain, on note la victoire au Rose Bowl 1949. Avec 34 défaites consécutives entre 1979 et 1982, Northwestern détient le fameux record de la plus longue série de défaites consécutives en NCAA Division I FBS.

## Articles annexes
- Université Northwestern